# C/2014 W5 (Lemmon-PANSTARRS)
C/2014 W5 (Lemmon-PANSTARRS) — одна з параболічних комет. Ця комета була відкрита 16 і 20 листопада 2014 року; вона мала 19.7mі 21.4m на час відкриття.